# Kazumi Kishi
Kazumi Kishi (岸 一美 Kishi Kazumi?,  nacido el 25 de noviembre de 1975) es una exfutbolista japonesa que jugaba como delantero.
Kishi jugó 9 veces y marcó 2 goles para la selección femenina de fútbol de Japón entre 1998 y 2001. Kishi fue elegida para integrar la selección nacional de Japón para los Fútbol en los Juegos Asiáticos de 1998.

## Trayectoria

### Clubes
| Club            | País  | Año  |
| --------------- | ----- | ---- |
| Urawa Reinas FC | Japón | ???? |

### Selección nacional
| Selección | País  | Año         |
| --------- | ----- | ----------- |
| Absoluta  | Japón | 1998 - 2001 |

## Estadística de equipo nacional
| Selección femenina de fútbol de Japón | Selección femenina de fútbol de Japón | Selección femenina de fútbol de Japón |
| Año                                   | Partidos                              | Goles                                 |
| ------------------------------------- | ------------------------------------- | ------------------------------------- |
| 1998                                  | 5                                     | 2                                     |
| 1999                                  | 1                                     | 0                                     |
| 2000                                  | 0                                     | 0                                     |
| 2001                                  | 3                                     | 0                                     |
| Total                                 | 9                                     | 2                                     |